# Главы субъектов Российской Федерации в 1994 году
| Регион                                         | Глава региона                         | Дата рождения         | Партия       | Название должности                   | Вступление в должность                    |
| ---------------------------------------------- | ------------------------------------- | --------------------- | ------------ | ------------------------------------ | ----------------------------------------- |
| Республика Адыгея                              | Джаримов, Аслан Алиевич               | 7 ноября 1939 года    |              | Президент                            | 5 января 1992 года                        |
| Республика Алтай                               | Чаптынов, Валерий Иванович            | 11 июня 1945 года     |              | Председатель Государственного Совета | 27 марта 1990 года                        |
| Республика Башкортостан                        | Рахимов, Муртаза Губайдуллович        | 7 февраля 1934 года   |              | Президент                            | 7 апреля 1990 года                        |
| Республика Бурятия                             | Потапов, Леонид Васильевич            | 4 июля 1935 года      | КПРФ         | Президент                            | 21 октября 1991 года                      |
| Республика Дагестан                            | Магомедов, Магомедали Магомедович     | 15 июня 1930 года     |              | Председатель Государственного Совета | август 1987 года                          |
| Республика Ингушетия                           | Аушев, Руслан Султанович              | 29 октября 1954 года  |              | Президент                            | 9 марта 1993 года                         |
| Кабардино-Балкарская Республика                | Коков, Валерий Мухамедович            | 18 октября 1941 года  |              | Президент                            | 9 января 1992 года                        |
| Республика Калмыкия                            | Илюмжинов, Кирсан Николаевич          | 5 апреля 1962 года    |              | Президент                            | 23 апреля 1993 года                       |
| Карачаево-Черкесская Республика                | Хубиев, Владимир Исламович            | 26 марта 1932 года    |              | Глава Республики                     | 13 января 1992 года                       |
| Республика Карелия                             | Степанов, Виктор Николаевич           | 27 января 1947 года   |              | Председатель Правительства           | 27 апреля 1989 года                       |
| Республика Коми                                | Спиридонов, Юрий Алексеевич           | 1 ноября 1938 года    |              | Председатель Верхновного Совета      | 25 апреля 1990 года                       |
| Республика Марий Эл                            | Зотин, Владислав Максимович           | 22 мая 1942 года      |              | Президент                            | 22 августа 1991 года                      |
| Мордовская ССР                                 | Бирюков, Николай Васильевич           | 21 апреля 1949 года   |              | Председатель Верховного Совета       | апрель 1993 года                          |
| Республика Саха (Якутия)                       | Николаев, Михаил Ефимович             | 13 ноября 1937 года   |              | Президент                            | 8 декабря 1989 года                       |
| Республика Северная Осетия-Алания              | Галазов, Ахсарбек Хаджимурзаевич      | 15 октября 1929 года  |              | Президент                            | 21 марта 1990 года                        |
| Республика Татарстан                           | Шаймиев, Минтимер Шарипович           | 20 января 1937 года   | беспартийный | Президент                            | 11 апреля 1990 года                       |
| Республика Тыва                                | Ооржак, Шериг-оол Дизижикович         | 24 июля 1942 года     | беспартийный | Президент                            | 15 марта 1992 года                        |
| Удмуртская Республика                          | Тубылов, Валентин Кузьмич             | 13 ноября 1935 года   |              | Председатель Верховного Совета       | 1990 год                                  |
| Республика Хакасия                             | Штыгашев, Владимир Николаевич         | 18 октября 1939 года  |              | Председатель Верховного Совета       | 4 февраля 1992 года                       |
| Чеченская Республика                           | Дудаев, Джохар Мусаевич               | 15 февраля 1944 года  |              | Президент                            | 9 ноября 1991 года (легитимный до 4 июня) |
| Чеченская Республика                           | Автурханов, Умар Джунитович           | 21 января 1946 года   |              | Председатель Временного совета       | 4 июня 1994 года                          |
| Чувашская Республика                           | Кубарев, Эдуард Алексеевич            |                       |              | Председатель Верховного Совета       | август 1991 года (до 21 января)           |
| Чувашская Республика                           | Фёдоров, Николай Васильевич           | 9 мая 1958 года       |              | Президент                            | 21 января 1994 года                       |
| Алтайский край                                 | Райфикешт, Владимир Фёдорович         | 15 апреля 1951 года   |              | Глава Администрации                  | 8 октября 1991 года (до 20 января)        |
| Алтайский край                                 | Коршунов, Лев Александрович           | 13 февраля 1946 года  |              | Глава Администрации                  | 20 января 1994 года                       |
| Краснодарский край                             | Егоров, Николай Дмитриевич            | 3 мая 1951 года       |              | Глава администрации (губернатор)     | 23 декабря 1992 года (до 18 июня)         |
| Краснодарский край                             | Гладской, Виктор Фёдорович (и. о.)    |                       |              | Глава администрации (губернатор)     | июнь 1994 года (до 2 августа)             |
| Краснодарский край                             | Харитонов, Евгений Михайлович         | 4 октября 1946 года   |              | Глава администрации (губернатор)     | 2 августа 1994 года                       |
| Красноярский край                              | Зубов, Валерий Михайлович             |                       |              | Губернатор                           | 27 января 1993 года                       |
| Приморский край                                | Наздратенко, Евгений Иванович         | 16 февраля 1949 года  |              | Губернатор                           | 24 мая 1993 года                          |
| Ставропольский край                            | Кузнецов, Евгений Семёнович           | 27 декабря 1938 года  |              | Глава Администрации                  | 24 октября 1991 года                      |
| Хабаровский край                               | Ишаев, Виктор Иванович                | 16 апреля 1948 года   |              | Губернатор                           | 24 октября 1991 года                      |
| Амурская область                               | Полеванов, Владимир Павлович          | 11 ноября 1949 года   |              | Губернатор                           | 5 октября 1993 года (до декабря)          |
| Амурская область                               | Дьяченко, Владимир Николаевич         |                       |              | Губернатор                           | 3 декабря 1994 года                       |
| Архангельская область                          | Балакшин, Павел Николаевич            | 10 июля 1936 года     |              | Глава Администрации                  | 19 сентября 1991 года                     |
| Астраханская область                           | Гужвин, Анатолий Петрович             | 25 марта 1946 года    |              | Губернатор                           | 28 августа 1991 года                      |
| Белгородская область                           | Савченко, Евгений Степанович          | 8 апреля 1950 года    |              | Глава администрации                  | 11 октября 1993 года                      |
| Брянская область                               | Карпов, Владимир Александрович        |                       |              | Губернатор                           | 25 сентября 1993 года                     |
| Владимирская область                           | Власов, Юрий Васильевич               | 22 июня 1961 года     |              | Губернатор                           | 25 сентября 1991 года                     |
| Волгоградская область                          | Шабунин, Иван Петрович                | 9 октября 1935 года   |              | Глава администрации                  | 19 сентября 1991 года                     |
| Вологодская область                            | Подгорнов, Николай Михайлович         | 15 мая 1949 года      |              | Губернатор                           | 24 октября 1991 года                      |
| Воронежская область                            | Ковалёв, Александр Яковлевич          | 13 сентября 1942 года |              | Губернатор                           | 10 апреля 1992 года                       |
| Ивановская область                             | Лаптев, Адольф Фёдорович              | 18 ноября 1935 года   |              | Губернатор                           | 24 декабря 1991 года                      |
| Иркутская область                              | Ножиков, Юрий Абрамович               | 17 февраля 1934 года  |              | Губернатор                           | 19 сентября 1991 года                     |
| Калининградская область                        | Маточкин, Юрий Семёнович              | 18 октября 1931 года  |              | Губернатор                           | 25 сентября 1991 года                     |
| Калужская область                              | Дерягин, Александр Васильевич         | 19 февраля 1941 года  |              | Губернатор                           | 25 сентября 1991 года                     |
| Камчатская область                             | Бирюков, Владимир Афанасьевич         | 19 октября 1933 года  |              | Губернатор                           | 16 ноября 1991 года                       |
| Кемеровская область                            | Кислюк, Михаил Борисович              | 30 апреля 1951 года   |              | Губернатор                           | 27 августа 1991 года                      |
| Кировская область                              | Десятников, Василий Алексеевич        |                       |              | Глава Администрации                  | 11 декабря 1991 года                      |
| Костромская область                            | Арбузов, Валерий Петрович             | 1 октября 1939 года   |              | Губернатор                           | 14 декабря 1991 года                      |
| Курганская область                             | Герасимов, Валентин Павлович          | 28 мая 1940 года      |              | Губернатор                           | 24 декабря 1991 года                      |
| Курская область                                | Шутеев, Василий Иванович              |                       |              | Губернатор                           | 11 декабря 1991 года                      |
| Ленинградская область                          | Беляков, Александр Семёнович          | 20 мая 1945           |              | Губернатор                           | 20 октября 1991 года                      |
| Липецкая область                               | Наролин, Михаил Тихонович             | 19 октября 1933 года  |              | Глава администрации                  | 12 мая 1993 года                          |
| Магаданская область                            | Михайлов, Виктор Григорьевич          | 1 апреля 1936 года    |              | Губернатор                           | 24 декабря 1991 года                      |
| Московская область                             | Тяжлов, Анатолий Степанович           | 11 октября 1942 года  |              | Губернатор                           | 16 октября 1991 года                      |
| Мурманская область                             | Комаров, Евгений Борисович            | 10 апреля 1942 года   |              | Глава Администрации                  | 10 ноября 1991 года                       |
| Нижегородская область                          | Немцов, Борис Ефимович                | 9 октября 1959 года   |              | Губернатор                           | 30 ноября 1991 года                       |
| Новгородская область                           | Прусак, Михаил Михайлович             | 23 февраля 1960 года  |              | Губернатор                           | 24 октября 1991 года                      |
| Новосибирская область                          | Индинок, Иван Иванович                | 6 августа 1938 года   |              | Губернатор                           | 5 октября 1993 года                       |
| Омская область                                 | Полежаев, Леонид Константинович       | 30 января 1940 года   |              | Губернатор                           | 31 марта 1990 года                        |
| Оренбургская область                           | Елагин, Владимир Васильевич           | 20 апреля 1955 года   |              | Губернатор                           | 24 октября 1991                           |
| Орловская область                              | Строев, Егор Семёнович                | 25 февраля 1937 года  |              | Губернатор                           | 11 мая 1993 года                          |
| Пензенская область                             | Ковлягин, Анатолий Фёдорович          | 11 января 1938 года   |              | Губернатор                           | 11 мая 1993 года                          |
| Пермская область                               | Кузнецов, Борис Юрьевич               | 18 февраля 1935 года  |              | Губернатор                           | 24 декабря 1991 года                      |
| Псковская область                              | Туманов, Владислав Николаевич         | 29 января 1958 года   |              | Губернатор                           | 22 мая 1992 года                          |
| Ростовская область                             | Чуб, Владимир Фёдорович               | 24 июля 1948 года     |              | Губернатор                           | 8 октября 1991 года                       |
| Рязанская область                              | Башмаков, Лев Полиевктович            |                       |              | Губернатор                           | 25 сентября 1991 года (до 25 января)      |
| Рязанская область                              | Меркулов, Геннадий Константинович     | 12 мая 1940 года      |              | Губернатор                           | 25 января 1994 года                       |
| Самарская область                              | Титов, Константин Алексеевич          | 30 октября 1944 года  |              | Губернатор                           | 31 августа 1991 года                      |
| Саратовская область                            | Белых, Юрий Васильевич                | 30 сентября 1941 года |              | Глава Администрации                  | 25 февраля 1992 года                      |
| Сахалинская область                            | Краснояров, Евгений Алексеевич        | 24 ноября 1939 года   |              | Губернатор                           | 8 апреля 1993 года                        |
| Свердловская область                           | Трушников, Валерий Георгиевич (и. о.) | 1 января 1950 года    |              | Глава Администрации                  | 10 ноября 1993 года (до 6 января)         |
| Свердловская область                           | Страхов, Алексей Леонидович           | 26 октября 1942 года  |              | Глава Администрации                  | 6 января 1994 года                        |
| Смоленская область                             | Глушенков, Анатолий Егорович          | 20 ноября 1942 года   |              | Губернатор                           | 11 мая 1993 года                          |
| Тамбовская область                             | Бабенко, Владимир Дмитриевич          |                       |              | Глава администрации                  | 11 декабря 1991 года                      |
| Тверская область                               | Суслов, Владимир Антонович            | 21 ноября 1939 года   |              | Глава Администрации                  | 20 октября 1991 года                      |
| Томская область                                | Кресс, Виктор Мельхиорович            | 16 ноября 1948 года   |              | Глава Администрации                  | 20 октября 1991 года                      |
| Тульская область                               | Севрюгин, Николай Васильевич          | 16 февраля 1939 года  |              | Губернатор                           | 20 октября 1991 года                      |
| Тюменская область                              | Рокецкий, Леонид Юлианович            | 15 марта 1942 года    |              | Губернатор                           | 12 января 1993 года                       |
| Ульяновская область                            | Горячев, Юрий Фролович                | 11 ноября 1938 года   |              | Губернатор                           | 9 января 1992 года                        |
| Челябинская область                            | Соловьёв, Вадим Павлович              | 3 марта 1947 года     |              | Губернатор                           | 24 октября 1991 года                      |
| Читинская область                              | Иванов, Борис Петрович                | 7 июля 1941 года      |              | Губернатор                           | 30 ноября 1991 года                       |
| Ярославская область                            | Лисицын, Анатолий Иванович            | 26 июня 1947 года     |              | Губернатор                           | 3 декабря 1991 года                       |
| Москва                                         | Лужков, Юрий Михайлович               | 21 сентября 1936 года |              | Мэр                                  | 6 июня 1992 года                          |
| Санкт-Петербург                                | Собчак, Анатолий Александрович        | 10 августа 1937 года  |              | Мэр                                  | 23 мая 1990 года                          |
| Еврейская автономная область                   | Волков, Николай Михайлович            | 19 декабря 1951 года  |              | Губернатор                           | 14 декабря 1991 года                      |
| Агинский Бурятский автономный округ            | Цедашиев, Гуродарм Цедашиевич         |                       |              | Губернатор                           | 26 декабря 1991 года                      |
| Коми-Пермяцкий автономный округ                | Полуянов, Николай Андреевич           | 14 июля 1952 года     |              | Глава Администрации                  | 14 декабря 1991 года                      |
| Корякский автономный округ                     | Леушкин, Сергей Геннадьевич           | 9 октября 1950 года   |              | Глава Администрации                  | 16 ноября 1991 года                       |
| Ненецкий автономный округ                      | Комаровский, Юрий Владимирович        | 18 мая 1952 года      |              | Глава администрации                  | 30 ноября 1991 года                       |
| Таймырский (Долгано-Ненецкий) автономный округ | Неделин, Геннадий Павлович            | 20 мая 1938 года      |              | Глава администрации                  | 18 декабря 1991 года                      |
| Усть-Ордынский Бурятский автономный округ      | Батагаев, Алексей Николаевич          | 18 января 1950 года   |              | Глава администрации                  | 26 декабря 1991 года                      |
| Ханты-Мансийский автономный округ              | Филипенко, Александр Васильевич       | 31 мая 1950 года      |              | Губернатор                           | 18 декабря 1991 года                      |
| Чукотский автономный округ                     | Назаров, Александр Викторович         | 24 февраля 1951 года  |              | Губернатор                           | 11 ноября 1991 года                       |
| Эвенкийский автономный округ                   | Якимов, Анатолий Михайлович           | 10 марта 1949 года    |              | Губернатор                           | 18 декабря 1991 года                      |
| Ямало-Ненецкий автономный округ                | Баяндин, Лев Сергеевич                |                       |              | Глава администрации                  | 23 октября 1991 года (до 12 февраля)      |
| Ямало-Ненецкий автономный округ                | Неёлов, Юрий Васильевич               | 24 июня 1952 года     |              | Глава администрации                  | 12 февраля 1994 года                      |